# Etheostoma autumnale
Etheostoma autumnale és una espècie de peix pertanyent a la família dels pèrcids. És un peix d'aigua dolça, bentopelàgic i de clima temperat. Es troba a Nord-amèrica: és un endemisme de la conca del riu White (els Estats Units).
És inofensiu per als humans.